# حديث حسن
الحديث الحسن هو الحديث المتوسط بين الحديث الصحيح والحديث الضعيف، ويشمل الحديث الحسن لذاته وهو الذي توفرت فيه كل شروط الحديث الصحيح إلا شرطا واحدا وهو ضبط الرواة، فإن بعض رواته يكون أقل ضبطا، والحديث الحسن لغيره وهو حديث ضعيف ارتقى إلى مرتبة الحديث الحسن لانجباره بتعدد طرقه.

## تعريفه
اختلف العلماء في تعريف الحديث الحسن، نظرا لتوسط مرتبته بين الصحيح والضعيف، فعرفه الخطابي بأنه «ما عُرف مخرجه، واشتُهر رجاله، وعليه مدار أكثر الحديث، وهو الذي يقبله أكثر العلماء، ويستعمله عامة الفقهاء»، وعرفه الترمذي بأنه «كل حديث يروى، لا يكون في إسناده من يُتهم بالكذب، ولا يكون الحديث شاذا، ويروى من غير وجه نحو ذلك، فهو عندنا حديث حسن»، وقال ابن حجر:«وخبر الآحاد بنقل عدل تام الضبط متصل السند غير معلل ولا شاذ، هو الصحيح لذاته، فإن خف الضبط فالحسن لذاته»

## أنواعه

### الحديث الحسن لذاته
- الحديث الحسن لذاته: هو كل حديث استوفى شروط الحديث الصحيح لذاته، إلا شرطا واحدا وهو خفة ضبط أحد رواته، فتكون شروط الحديث الحسن لذاته هي:

1. أن يكون متصل الإسناد
2. أن يكون كل راو من الرواة عدل
3. أن يكون أحد رواته خفيف الضبط
4. أن لا يكون متن الحديث شاذا
5. أن لا يكون الحديث معللا

وسمي بالحديث الحسن لذاته لأن حسنه لم يأته من أمر خارجي، وإنما جاءه من ذاته.
- مثله

فهذا الحديث قال عنه الترمذي: «حديث حسن غريب»، وهو حسن لأنه استوفى اتصال إسناده وسلامته من العلة والشذوذ وعدالة وضبط جمع رواته إلا جعفر بن سليمان الضبعي فإنه حسن الحديث.

### الحديث الحسن لغيره
- الحديث الحسن لغيره: هو كل حديث ضعيف في الأصل لكنه ارتقى إلى مرتبة الحسن لانجباره بتعدد طرقه،[1] ولذا يُسمى الحديث الحسن لغيره، لأن الحسن جاء إليه من أمر خارجي.
- مثله

وعاصم بن عبيد الله ضعيف لسوء حفظه، لكن الترمذي حسَّن الحديث لمجيئه من أكثر من طريق.

## كتب الحديث الحسن
لم يُفرد العلماء كتبا خاصة بالحديث الحسن المجرد، مثل ما فعلوا مع الحديث الصحيح الذي أفردوا فيه كتب مستقلة، لكن هناك كتبا يكثر فيها وجود الحديث الحسن، ومن أشهرها:
- جامع الترمذي: المشهور بسنن الترمذي، فهو أصل في معرفة الحسن، والترمذي هو الذي شهره في هذا الكتاب، وأكثر من ذكره.
- سنن أبي داود: فقد ذكر أبو داود في رسالته إلى أهل مكة أنه يذكر فيه الصحيح وما يشبهه ويقاربه.
- سنن الدارقطني: فقد نص الدارقطني على كثير منه في هذا الكتاب.

## حكم العمل بالحديث الحسن
الحديث الحسن كالصحيح في الاحتجاج به وإن كان دونه في القوة، ولذلك احتج به جميع الفقهاء وعملوا به، وعلى الاحتجاج به معظم المحدثين والأصوليين إلا من شذ من المتشددين، وقد أدرجه بعضهم في نوع الحديث الصحيح كالحاكم وابن حبان وابن خزيمة، مع قولهم بأنه دون الصحيح.

## روابط خارجية
- البحث في تخريج حديث
- مكتبة الحديث النبوي الشريف
- مكتبة صيد الفوائد